# Kodadhavadi, Chintamani
Kodadhavadi là một làng thuộc tehsil Chintamani, huyện Chikkaballapur, bang Karnataka, Ấn Độ.